# Incidente ovni Cash-Landrum
El incidente OVNI Cash-Landrum está relacionado al avistamiento de un Objeto Volador No Identificado en el estado estadounidense de Texas a fines de 1980, el cual según el posterior relato de sus testigos (dos mujeres y un niño) terminó afectando su salud. Es asimismo uno de los pocos incidentes OVNI que posteriormente tuvo derivaciones judiciales.
Puede ser clasificado como un encuentro cercano del segundo tipo, debido a los efectos físicos reportados sobre los testigos y su automóvil.
El escéptico Peter Brooke Smith escribió al respecto:

”Para los ufólogos, el caso es tal vez el más desconcertante y frustrante de los tiempos modernos, porque lo que comenzó como evidencia sólida de un fenómeno notoriamente elusivo se perdió gradualmente (petered out ) en un laberinto de callejones sin salida, negativas y quizá incluso desviaciones oficiales”

## El incidente
Durante la noche del 29 de diciembre de 1980, Betty Cash, Vickie Landrum y Colby Landrum (el nieto de entonces siete años de Vickie) estaban dirigiéndose de regreso a su hogar en la localidad tejana de Dayton en el Oldsmobile Cutlass de Cash, luego de haber ido a cenar fuera.
A eso de las 9:00 p. m., mientras se encontraban conduciendo sobre una carretera de dos carriles bordeada por una densa arboleda, las testigos dijeron que observaron una luz sobre algunos árboles. Inicialmente pensaron que se trataba de la luz de un aeroplano que se estaba aproximando al Aeropuerto Intercontinental de Houston (situado a una distancia de unos 55 kilómetros), por lo que en ese momento le prestaron poca atención. Unos pocos minutos después -sobre una carretera serpenteante- las testigos vieron lo que tomaron o consideraron como la misma luz que habían visto un rato antes, pero ahora estaba mucho más cercana y se veía muy brillante. La luz, según alegarían posteriormente las testigos, provenía de un gigantesco objeto con forma de diamante, el cual en ese momento estaba realizando un vuelo estacionario justo por encima de la línea de la copa de los árboles. La base del objeto estaba expeliendo llamas y emitiendo un significativo calor. Vickie Landrum le dijo a Cash que detuviese el automóvil, temiendo resultar quemadas si se acercaban un poco más. Sin embargo, la opinión de la propia Vickie acerca del objeto pronto cambió: como cristiana renacida (born again Christian), ella interpretó al objeto como un signo de la segunda venida o parusía de Jesucristo, diciéndole a su nieto “Ese es Jesús. Él no nos dañará”.
Ansiosa, Cash consideró la idea de dar un giro en U y regresar en sentido contrario, pero pronto abandonó esta idea debido a que la carretera era demasiado angosta y por considerar que el auto se quedaría atascado sobre los arcenes o las banquinas de tierra, que estaban humedecidos a causa de las lluvias que habían tenido lugar durante ese mismo anochecer. Cash y Landrum salieron del auto para examinar el objeto. Empero el pequeño Colby estaba aterrado, por lo que Vickie Landrum rápidamente regresó al auto para confortar al frenético niño. Por su parte, Cash se mantuvo fuera del coche “hipnotizada por la extraña vista” (mesmerized by the bizarre sight), según las palabras escritas por Jerome Clark.
Continuó diciendo que:
“El objeto, intensamente brillante de un color plateado apagado, tenía la forma de un gigantesco diamante tallado, de un tamaño similar a la torre de agua del pueblo Texano de Dayton, con sus partes superior e inferior respectivamente cortadas, por lo que parecían más planas que puntiagudas”.
Pequeñas luces azules rodeaban el centro del mismo, y periódicamente durante unos pocos minutos siguientes salieron llamas del fondo del objeto, creando el efecto de un gran cono. Cada vez que el fuego se disipaba, el OVNI “flotaba” hacia abajo unos pocos pies, en dirección de la carretera. Pero cuando dichas llamas volvieron a salir nuevamente, el objeto se elevó aproximadamente la misma distancia.”
Las testigos luego comentaron que el calor era lo suficientemente fuerte como para hacer que la carrocería del automóvil se calentase de tal forma que tocarla causada dolor. Al respecto, Cash mencionó que ella tuvo que usar su abrigo para proteger su mano de sufrir una quemazón cuando finalmente abrió la puerta del coche para reingresar al mismo. Cuando tocó el tablero de instrumentos del automóvil, la mano de Vickie Landrum presionada sobre el vinilo emblandecido aparentemente dejó una huella palmar que fue evidente varias semanas después. Los investigadores citaron dicha huella como prueba del relato de los testigos; sin embargo, no existe ninguna fotografía de la misma. El objeto entonces se elevó hacia un punto más alto. Mientras ascendía por sobre las copas de los árboles, los testigos afirmaron que un grupo de helicópteros de doble rotor se aproximaron al objeto y lo rodearon en una formación cerrada. Cash y Landrum lograron contar 23 aeronaves de este tipo, similares a los Chinook usados por las Fuerzas Armadas de los Estados Unidos.
Con la carretera liberada, Cash continuó conduciendo, alegando ver destellos del objeto y de los helicópteros desvaneciéndose en la distancia. Desde la primera vez que observaron el objeto hasta que lo perdieron de vista, los testigos dijeron que el encuentro duró unos 20 minutos. Basándose en descripciones dadas por el libro de John F. Schuessler.
Respecto del incidente, parece que los observadores estaban dirigiéndose hacia el sur sobre la autopista estatal tejana FM 1485/2100 cuando alegaron haber visto el objeto. La localización inicial del objeto reportado, basándose en las mismas descripciones, era tan sólo un poco al sur de la carretera Inland, aproximadamente en las coordenadas 30°05′33″N 95°06′39″O / 30.0926, -95.1109.

### Otros testigos
Los investigadores posteriormente localizaron a un oficial de policía de Dayton, el detective Lamar Walker y su esposa, quienes alegaron haber visto 12 helicópteros similares a los Chinook cerca del área donde tuvo lugar el incidente Cash-Landrum, y aproximadamente al mismo tiempo. Estos otros testigos no informaron haber visto un gran objeto de forma de diamante. El detective Walker investigó este incidente pero fue despistado en numerosas ocasiones por oficiales militares de alto rango, incluyendo aparentemente algunos directamente vinculados con el Pentágono.
Un día de abril de 1981 un CH-47 voló hacia Dayton. Mientras el pequeño Colby lo miraba comenzó a sentirse bastante mal. Vickie decidió llevarlo hacia el punto donde el helicóptero había aterrizado, con la esperanza de que la aeronave parecería ser menos atemorizante una vez posada sobre el suelo. Cuando llegaron al área de aterrizaje se encontraron con que ya había bastante gente allí y tuvieron que esperar durante algún tiempo antes de que se les permitiese ingresar al helicóptero y hablar con el piloto. Tanto Vickie como otro visitante alegan que el piloto dijo que él había estado en el área antes, con el propósito de investigar un OVNI que se habría encontrado en problemas cerca de la localidad de Huffman. Cuando Vickie le comentó al piloto lo feliz que estaba de verlo, porque ella había sido una de las personas que había recibido quemaduras de parte del OVNI, él se negó a seguir hablando y rápidamente las hizo salir de la aeronave.

## Consecuencias

### Problemas de salud
Luego de que el OVNI y los helicópteros hubieron abandonado la zona, Cash llevó a los Landrum a su casa y se retiró a tratar de dormir. Aquella noche, todos experimentaron síntomas similares, aunque Cash los tenía en un grado mayor (de hecho, había sido ella quien había salido del automóvil a observar el fenómeno). Todos sufrían de náuseas, vómitos, diarrea, una debilidad generalizada, una sensación de quemazón en los ojos y como si hubiesen sufrido de quemaduras después de una exposición excesiva a la luz del sol. Durante el transcurso de los días siguientes, los síntomas de Cash empeoraron, con muchas ampollas grandes y dolorosas formándose sobre su piel. Cuando fue llevada a la sala de emergencias de un hospital el 3 de enero de 1981, Clark escribe que Cash “no podía caminar y había perdido grandes pedazos de piel y mechones de cabello. Fue dada de alta luego de 12 días, aunque su condición no era mucho mejor, y posteriormente regresó al hospital por otros 15 días. La salud de los dos Landrum (abuela y nieto) era de alguna forma un poco mejor, aunque ambos sufrían de una debilidad persistente, llagas en la piel y pérdida de cabello.
Un radiólogo que examinó los registros médicos de los testigos para la red de ovnilogía MUFON escribió respecto de los mismos:

“Tenemos fuerte evidencia de que estos pacientes han sufrido daño secundario debido a la radiación ionizante. También es posible que además haya habido un componente infrarrojo o ultravioleta”.

Sin embargo, Brad Sparks contiende que, aunque los síntomas eran de alguna manera similares a aquellos causados por dicho tipo de radiación, la rapidez del ataque fue sólo consistente con una dosis masiva que había significado una cierta posibilidad de muerte en unos pocos días. Debido a que todas las víctimas vivieron varios años más después del incidente (y el entonces niño Colby sobrevivió al mismo sin mayores complicaciones), Sparks sugiere que la causa de los síntomas fue o habría sido alguna clase de contaminación química, presumiblemente por un aerosol.

### Investigaciones
Vickie Landrum telefoneó a funcionarios de varias agencias del gobierno federal estadounidense, comentándoles sobre el encuentro cercano que alegaba haber experimentado. Cuando ella se contactó con la NASA, fue derivada al ingeniero aeroespacial John Schuessler, quien hacía bastante tiempo que estaba interesado en el estudio del fenómeno de los OVNIs. Con algunos asociados provenientes pertenecientes a la conocida red de ufología MUFON, Schuessler comenzó a investigar sobre el caso, y posteriormente escribió artículos y un libro sobre la materia. El astrónomo Allan Hendry, de la red CUFOS, también investigó el extraño caso Cash-Landrum.
Debido a la presencia de los helicópteros Chinook, los testigos presumieron que al menos una rama de las Fuerzas Armadas de los Estados Unidos también habrían detectado la presencia del objeto, si es que no lo estaban escoltando o persiguiendo. No obstante, los investigadores no pudieron encontrar evidencia que vinculase a dichos helicópteros con alguna rama de la milicia estadounidense.
En 1982, el entonces teniente coronel George Sarran, del Departamento del Inspector General del Ejército de los Estados Unidos, comenzó a realizar la única investigación completa y formal de carácter oficial o gubernamental sobre ese supuesto encuentro o incidente OVNI. No obstante, él no pudo encontrar ninguna prueba o evidencia concluyente de que los helicópteros que los testigos alegaban haber visto perteneciese a las Fuerzas Armadas de los Estados Unidos. Sarran concluyó que “Las sras. Landrum y Cash eran creíbles, el policía y su esposa [quienes afirmaron haber visto 12 helicópteros cerca del sitio del encuentro OVNI], también eran testigos creíbles. No había la percepción de que alguien estuviese tratando de exagerar la verdad”.
En 1998, el periodista y escéptico respecto de los OVNIs Philip J. Klass encontró algunas razones para dudar de la historia relatada por Cash y Landrum.
“Cuando Schuessler inspeccionó el automóvil de Betty en 1981, usando un contador Geiger para buscar radioactividad, no encontró ninguna. Presumiblemente también chequeó en búsqueda de rastros de la misma cuando visitó el sitio del (alegado) incidente y no encontró radiación anormal... [Schuessler] NO provee datos médicos sobre la salud de Betty ANTES del incidente OVNI. Ni provee ningunos datos médicos sobre la salud previa de Vicki o Colby” (Énfasis en mayúsculas en el original).
Otros ovnílogos destacan que la radiación ionizante de alta energía de la clase que puede causar daños a los seres humanos (por ejemplo, la radiación de rayos gamma) no induce radioactividad en los objetos, y no habría dejado ninguna radioactividad residual en el área.
De forma similar, el británico Brookesmith escribe al respecto:

“Los escépticos siempre se han preguntado una pregunta no aguda y fundamental: ¿Cual era el estado de salud del trío antes de su alegado encuentro?”

### Acciones legales
Finalmente, Cash y Landrum contactaron a los senadores estadounidenses Lloyd Bentsen y John Tower, quienes les recomendaron a ambas testigos entablar una demanda ante la oficina de reclamos judiciales de la base de la Fuerza Aérea de Bergstrom. En agosto de 1981, Cash, Landrum y Colby fueron entrevistadas durante un tiempo relativamente largo por personal de que entonces trabajaba en la Base de la Fuerza Aérea de Bergstrom, y allí de les comentó que debían contratar a un abogado y buscar compensación económica por sus heridas Con el abogado (attorney) Peter Gersten tomando el caso de manera pro bono, el caso se abrió camino por las cortes estadounidenses, y estuvo dando vuelta por ellas durante varios años. Cash y Landrum demandaron al gobierno federal estadounidense por USD 20 millones. El 21 de agosto de 1986, un juez de una Corte de Distrito desestimó su caso, notando que las demandantes no habían probado que los helicópteros en cuestión estuviesen asociados al gobierno de los Estados Unidos y que oficiales militares habían testificado que las Fuerzas Armadas de los Estados Unidos no tenían una gran aeronave de forma de diamante en su posesión o inventario.

### Años posteriores
En 1981, algunos meses después del incidente, Vickie Landrum apareció en That's Incredible (“Eso es increíble”), un entonces popular programa televisivo que era transmitido por la cadena ABC. Vickie fue hipnotizada frente a una audiencia en vivo; bajo hipnosis ella hizo un recuento de lo que había vivido o experimentado durante aquel incidente del 29 de diciembre de 1980.
Varios años después -ya en 1989- tanto Vickie como Betty Cash aparecieron en un programa especial de televisión titulado UFO cover up? Live! (“¿Encubrimiento OVNI? ¡En vivo!”), presentado por Mike Farrell. En el mismo hicieron un recuento de su alegado encuentro con aquel OVNI, además de sus subsiguientes problemas médicos y batallas legales.
En 2009 Colby Landrum, ya de unos 36 años de edad para entonces, fue entrevistado en el episodio Aliens fallout (“Lluvia radiactiva alienígena”) del programa de televisión por cable “Cazadores de OVNIs” (UFO Hunters).
En una notable coincidencia del destino, Betty Cash murió el 29 de diciembre de 1998, exactamente 18 años después de haber sucedido su alegado encuentro cercano del segundo tipo. Entonces tenía 71 años de edad.

## En la cultura popular
El clásico incidente OVNI Cash-Landrum ha sido presentado y reconstruido en algunos programas estadounidenses como Sightins (“Avistamientos”) y Unsolved mysteries (“Misterios no resueltos”).
Este incidente ocurrió tan sólo un día después del de Rendlesham Forest, sobre una base militar del Reino Unido.